# あやめ (列車)
あやめは、かつて東日本旅客鉄道（JR東日本）が東京駅 - 佐原駅間を総武本線・成田線経由で運行していた特急列車。2015年（平成27年）3月13日に定期運行を終了した。
本項では、成田線・鹿島線で運行されていた優等列車の沿革についても記述する。また、特に断りがない場合は定期運行終了時のデータである。

## 概要
特急「あやめ」は、東京と千葉県北東部・茨城県鹿行地域を結ぶ列車として、成田線成田駅 - 松岸駅間の電化完成後の1975年3月10日から東京駅 - 鹿島神宮駅間で運行を開始し、エル特急に指定された。当初は4往復であったが、1982年11月に急行「鹿島」の1往復を統合し5往復体制となった。
1985年3月14日には、佐原駅 - 鹿島神宮駅間が普通列車として運行されるようになり、さらに1993年7月2日には2往復が、1994年12月3日には2往復が廃止されて1往復のみの運行となり、エル特急の指定が解除された。
2004年10月16日に成田線方面への定期特急列車の名称を統一するため、東京駅 - 成田駅間で運行されていた「ホームタウン成田」と東京駅 - 佐原駅 - 銚子駅間で運行されていた「すいごう」が「あやめ」に変更された。

## 運行概況
「あやめ」廃止時は東京駅 - 鹿島神宮駅間と、東京駅 - 銚子駅間でそれぞれ1往復、上り列車は朝に、下り列車は夜間に設定されていた。なお、佐原駅 - 鹿島神宮駅・銚子駅間は全列車が各駅に停車する普通列車として運行していた。
「あやめ」3号は平日のみ、東京駅 - 佐倉駅間で「しおさい」17号と併結して運行していた。

### 停車駅
鹿島神宮駅 - 東京駅間
（鹿島神宮駅 - 延方駅 - 潮来駅 - 十二橋駅 - 香取駅 - 佐原駅）- 滑河駅 - 成田駅 - 佐倉駅 - 千葉駅 - 錦糸町駅 - 東京駅
銚子駅 - 東京駅間
（銚子駅 - 松岸駅 - 椎柴駅 - 下総豊里駅 - 下総橘駅 - 笹川駅 - 小見川駅 - 水郷駅 - 香取駅 - 佐原駅）- 滑河駅 - 成田駅 - 佐倉駅 - 四街道駅 - 千葉駅 - 錦糸町駅 - 東京駅
- （ ）は普通列車として各駅に停車。
- 四街道駅は3号のみ停車。

### 使用車両・編成
全列車が幕張車両センターに所属するE257系500番台5両編成で運行されている。普通車自由席で、グリーン車や座席指定席は連結されていない。なお、臨時列車では座席指定席が設定されることがある。
なお、臨時列車や車両故障や計画的な車両変更により、255系が使用される場合がある 。
運行開始当初は、183系電車9両編成でグリーン車も連結されていたが、1985年3月14日にグリーン車の連結を中止し、普通車のみの6両編成となった。

### 担当車掌の所属区所
- 佐倉運輸区（全区間）

## 臨時列車
臨時列車は末端区間で普通列車とならない（潮来駅は停車する）。また、定期列車の通過する船橋駅・津田沼駅にも停車する。また「犬吠初日の出号」は新小岩駅・市川駅・稲毛駅にも停車する。さらに「すいごう」は笹川駅にも停車する。加えて「さわら号」「こうざき酒蔵まつり号」は酒々井駅（2013年のみ）・下総神崎駅にも停車する。一方で滑河駅については、時期や列車により停車・通過が分かれている。
定期列車の「あやめ」終了以後、これらの臨時列車で「あやめ」の名称は使用されていない（2020年2月16日現在）。

### あやめ祭り
千葉県香取市（水郷佐原あやめパーク）および茨城県潮来市（水郷潮来あやめ園）のあやめ祭り開催に合わせ、毎年6月の土曜・休日に、最大2往復が運行される。東京駅・大船駅発着の列車にはE257系500番台で、新宿駅（秋葉原駅経由）始発・終着の列車には主に「ニューなのはな」（485系改造車）などのジョイフルトレインで運行されていたが、2006年からは183系で運行された。
2008年までは「あやめ祭り号」の名称で運転されていたが、2009年からは「あやめ」として運転している。2011年以降は新宿駅発着の1往復のみで、通常のあやめ号同様E257系500番台で運転されていた。
2015年3月の定期列車「あやめ」廃止後は、再度「あやめ祭り」の名称で運行され、引き続きE257系500番台が使用される。2022年はE257系500番台・E257系5500番台の両方で運転された。
停車駅
新宿駅 - 秋葉原駅 - 錦糸町駅 - 船橋駅 - 津田沼駅 - 千葉駅 - 佐倉駅 - 成田駅 - 佐原駅 - 潮来駅 - 鹿島神宮駅

### 初詣・初日の出臨時列車
毎年1月1日に、犬吠埼への初日の出客輸送列車「犬吠初日の出号」が新宿駅 - 銚子駅間などで運行される。列車名や本数・運行区間等は年度ごとに異なる。以前あった高尾発列車については松本車両センターのE257系0番台が使用されていたが、その他は現在も含めE257系500番台が使用される。片道のみの運転。
また、毎年12月31日には成田山新勝寺への初詣客輸送列車「成田山初詣号」も運行されていたが、2011年度より運行されていない。過去には1月1日発の復路の運行もあったほか、成田エクスプレス用のJR東日本253系電車を使用して運行されたこともある。さらに、過去には「おいでよ犬吠初日の出号」や成田発銚子行きの快速「銚子初日の出号」も運転された。

### 佐原夏祭り号・佐原秋祭り号
毎年7月と10月に開催される佐原の大祭に合わせて運行される。7月に運行される列車は、年によっては成田祇園祭と同日になることもあるため、「佐原の大祭」および「成田祇園祭」で当列車を利用したパッケージツアーが企画されることがあった。
一時期、他の臨時列車と同様「あやめ」の名称で運行されたが、2011年より「佐原秋祭り号」については名前が復活した。一方で、夏祭り向けの臨時列車は2011年 - 2016年には運行されていなかったが、2017年より「佐原夏祭り号」が復活した。こちらも現在はE257系500番台で運転されている。
停車駅
新宿駅 - 秋葉原駅 - 錦糸町駅 - 船橋駅 - 津田沼駅 - 千葉駅 - 佐倉駅 - 成田駅 - 佐原駅

### さわら・かしま号・こうざき酒蔵まつり号
「駅からハイキング」開催日や、あやめ祭りと佐原の大祭以外での観光シーズンに運行。2013年は、同年に開業した酒々井プレミアム・アウトレットの買い物客向けに酒々井駅に停車していた。
毎年3月に神崎町で行われる「発酵の里こうざき酒蔵まつり」（はっこうのさとこうざきさかぐらまつり）開催日には「さわら号（こうざき酒蔵まつり号）」として運行され、2014年からは「こうざき酒蔵まつり号」の名称で運行されており、2015年3月の定期列車「あやめ」廃止後も運行が継続され、定期列車廃止から僅か2日後の2015年3月15日に「こうざき酒蔵まつり号」が運行された。2022年からは「さわら・かしま号」が新宿-鹿島神宮間で運転されている。
停車駅
両国駅 - 錦糸町駅 - 船橋駅 - 津田沼駅 - 千葉駅 - 佐倉駅 - 成田駅 - 下総神崎駅 - 佐原駅
停車駅
新宿駅 - 秋葉原駅 - 錦糸町駅 - 船橋駅 - 津田沼駅 - 千葉駅 - 佐倉駅 - 成田駅 - 滑河駅 - 下総神崎駅 - 佐原駅 - 鹿島神宮駅

### 北総江戸紀行
日本遺産「北総四都市江戸紀行」の成田・佐原へ便利な直通列車として、2018年より新宿駅 - 佐原駅間で運行されている。
停車駅
新宿駅 - 秋葉原駅 - 錦糸町駅 - 船橋駅 - 津田沼駅 - 千葉駅 - 佐倉駅 - 成田駅 - 滑河駅 - （下総神崎駅）- 佐原駅
運転日
- 2018年1月20日～3月14日の土休日[6]
- 2019年2月3日、9日、10日、16日、23日、3月2日、9日、10日
- 2020年2月22日、3月7日、14日
- 2021年3月6日、21日、28日
- 2022年2月11日、3月11日[7]

使用車両
- E257系5500番台（全車指定席）

### その他の列車

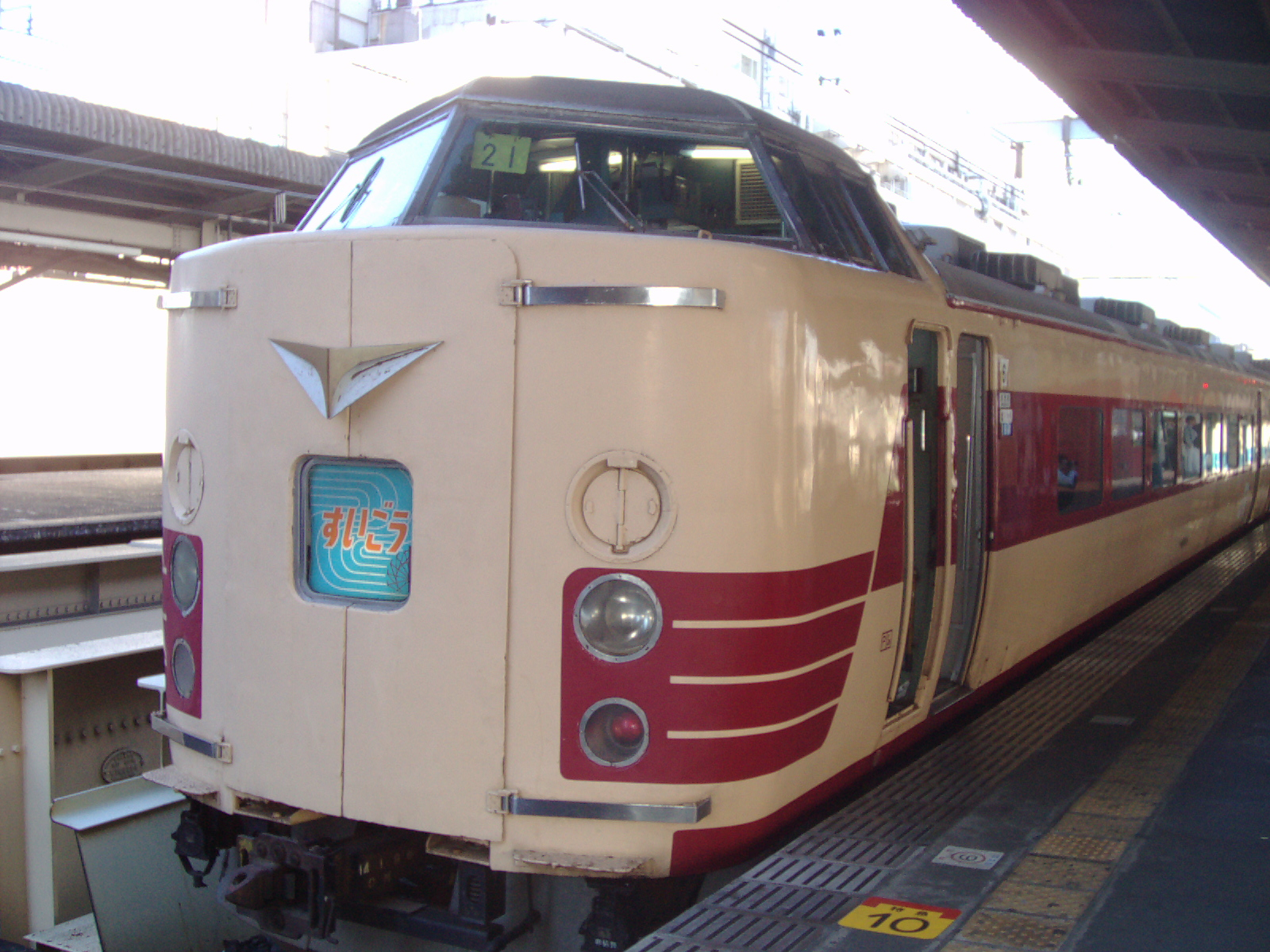
183系「すいごう」

あやめ101・102号
2007年4月14日に成田太鼓祭の開催に合わせ東京 - 成田間で全車指定席で運行された。
コスモスさわら号
1998年9月、コスモスの見頃に合わせて運行された。
ピクニックあやめ号
1994年9月 - 11月および1995年4月 - 11月の土曜・休日に運行された。
すいごう
2008年1月末 - 3月末および2009年2月 - 3月末の土休日に新宿駅 - 銚子駅間で運行。
485系「ニューなのはな」で運行。かつて運行されていた特急列車の愛称が復活した形になるが、快速列車で全車指定席。2009年には一部をお座敷グリーン車として運行した。
小江戸佐原号
2011年3月の土休日に新宿駅 - 佐原駅間で運行。
E257系500番台を使用した快速列車で全車指定席。錦糸町駅 - 千葉駅間は通常の総武快速線と同じ停車駅。3月12日の下り列車のみ香取行として設定されていたが、東北地方太平洋沖地震（東日本大震災）の影響で3月11日以降の全列車が運休となった。
おさんぽ成田・佐原号
2017年3月の土休日に新宿駅 - 佐原駅間で運行（これに加え「成田太鼓祭」開催の4月中旬にも運行）。上記「小江戸佐原号」の事実上の6年ぶりの復活。
「小江戸佐原号」同様、E257系500番台を使用した快速列車で全車指定席。停車駅もほぼ同様であるが、前述の酒々井プレミアム・アウトレット最寄り駅の酒々井駅が追加されている。上記の「発酵の里こうざき酒蔵まつり」当日に限り下総神崎駅にも停車。

## 成田線・鹿島線優等列車沿革
- 1933年（昭和8年） - 1935年（昭和10年）：5月・6月の日曜日に新緑列車として「水郷めぐり号」が両国駅 - 佐原駅を往復1人3円で運行[9]。
- 1954年（昭和29年） - 終了日不明：水郷の釣り客を対象にした「銀麟号」が3 - 4月の日曜・休日に上野駅 - 水郷駅（常磐線我孫子駅経由）、両国駅 - 水郷駅間で運行。
- 1955年（昭和30年）
  - 1月1日：キハ10系を使用した臨時快速「成田号」を新宿駅 - 成田駅で7往復運行。
  - 4月17日：休日に臨時快速「房総の休日号」を新宿駅 - 成田駅 - 佐原駅 - 銚子電気鉄道外川駅間で運行[10]。
- 1958年（昭和33年）：4月・5月の日曜に「快速臨時日本水郷めぐり号」を運行[11]。
- 1961年（昭和36年）10月1日：準急「房総（犬吠）」の千葉駅での増解結を解消。総武本線方面へ向かう列車を分離し、新宿駅・両国駅 - 銚子駅（総武本線成東駅経由）間を結ぶ準急「総武」を運行。成田線初の優等列車として佐倉駅で「総武」に分割併合する佐原駅発着の臨時準急2往復の運行を開始。
- 1962年（昭和37年）
  - 4月16日：佐原駅発着の臨時準急を定期列車化。
  - 10月1日：「総武」の列車名称を変更。佐倉駅以東総武本線経由の列車を「犬吠」とし、成田線経由列車を「水郷」とする。小見川駅始発・終着列車を2往復増発。
- 1964年（昭和39年）10月1日：「水郷」の1往復を佐原駅 - 小見川駅間で延長。
- 1965年（昭和40年）10月1日：「水郷」の1往復を銚子駅まで延長。
- 1966年（昭和41年）3月5日：「水郷」を急行列車に昇格。
- 1970年（昭和45年）10月1日：鹿島線香取駅 - 鹿島神宮駅開業により、「水郷」5往復に鹿島神宮駅発着列車を運行開始（佐原駅で編成の連結・切り離しを行い、佐原駅 - 鹿島神宮駅間は普通列車として運行）。
- 1972年（昭和47年）7月15日：「水郷」の鹿島神宮駅発着の4往復を急行とし、「犬吠」と併結していた2往復をそれぞれ単独運行とする。

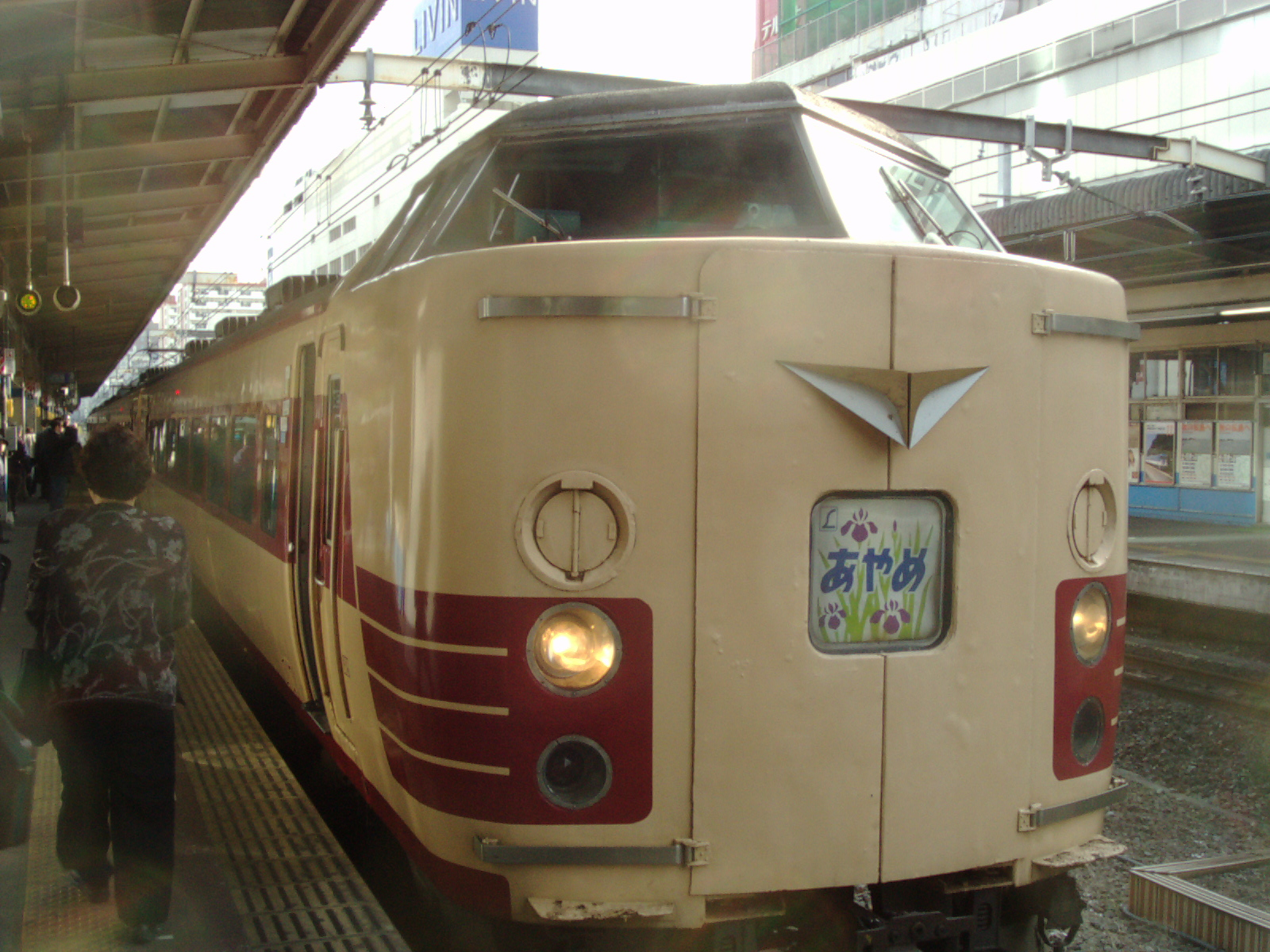
錦糸町駅に停車中の183系「あやめ」
（2005年11月）

- 1975年（昭和50年）3月10日：成田線成田駅 - 松岸駅間の電化によるダイヤ改正により、以下のように変更。
  1. 東京駅 - 鹿島神宮駅間に、エル特急「あやめ」を4往復設定。
  2. 「あやめ」の補完列車として新宿駅・両国駅 - 鹿島神宮駅間に急行列車「鹿島」を2往復（うち1往復は季節列車）を設定。
  3. 急行「水郷」を電車化。両国駅 - 銚子駅間2往復の運行となる。
    - 急行列車は、153系または165系7両編成で運行。
- 1982年（昭和57年）11月15日：ダイヤ改正により、以下のように変更。
  1. 急行「鹿島」1往復を特急「あやめ」に編入[12]。「あやめ」は5往復となり、新宿駅・両国駅発着列車が設定される。
  2. 両国駅 - 佐原駅 - 銚子駅間の急行「水郷」を特急「すいごう」に格上げ[12]。183系電車6両編成（グリーン車なし）で運行[12]。
  3. 停車駅は両国 - 錦糸町 - 千葉 - 成田 - 滑河 - 佐原 - 小見川 - 笹川 - 下総豊里 - 銚子
- 1985年（昭和60年）3月14日：ダイヤ改正により以下のように変更。
  1. 「すいごう」の上り列車1本を東京行きに変更[12]。また、佐原駅 - 銚子駅間を普通列車に変更[12]。
  2. 「あやめ」の佐原駅 - 鹿島神宮駅間を普通列車に変更し、グリーン車の連結を中止、普通車のみの6両編成に短縮[12]。
- 1986年（昭和61年）11月1日：ダイヤ改正により以下のように変更。
  1. 「すいごう」の下り列車1本を東京始発に変更[12]。
  2. 「あやめ」「すいごう」の停車駅に佐倉駅が追加される。
- 1988年（昭和63年）3月13日：「すいごう」「あやめ」の両国駅発着列車を廃止[13]。「すいごう」は全列車東京駅始発・終着に変更[13]。これにより、両国駅発着の総武本線系統列車は消滅。
- 1991年（平成3年）3月19日：特急「成田エクスプレス」の運行開始に伴いスピードアップ。東京駅 - 佐原駅間の最速所要時間は、88分から80分に短縮される。
- 1993年（平成5年）7月2日：利用客の減少により、以下のように変更[14]。
  1. 日中の「あやめ」2往復および「すいごう」1往復を廃止[14]。これにより「あやめ」の新宿駅発着列車の運行は終了し、「あやめ」は3往復、「すいごう」は1往復となる[14]。
  2. 代替として、成田 - 鹿島神宮間の快速列車を2往復設定[14]。
- 1994年（平成6年）12月3日：利用客の減少により、以下のように変更[15]。
  1. 「あやめ」2往復を廃止して1往復のみの運行となり[15]、エル特急の指定が解除される。なお、このエル特急指定解除は、東北本線の「新特急なすの」に続き2例目である（なお、JR東日本は2002年にエル特急の呼称を廃止）。
  2. 代替として快速列車が1往復増発される[15]。
  3. 「すいごう」の下り列車を佐原止まりに変更[15]。
  4. 特急「ホームタウン佐倉」を東京発佐倉行きで運行開始[15]。

  - この結果、「あやめ」・「すいごう」は、朝上り各1本、夜間下り各1本の運行となり、「ホームライナー」に近い列車となる。なお1995年3月末までは、東京駅 - 佐原駅間に毎日運行の「あやめ」93・94号が設定されており[15]、東京駅 - 佐原駅間は実質3往復体制。
- 1995年（平成7年）12月1日：「ホームタウン佐倉」の行き先を成田行きに延長し、名称を「ホームタウン成田」に変更[12]。
- 2002年（平成14年）11月24日：165系の営業運行終了に伴うリバイバルトレインとして急行「鹿島」が復活運行。
- 2004年（平成16年）10月16日：「ホームタウン成田」・「すいごう」の名称を「あやめ」に統一[2]。
- 2005年（平成17年）12月10日：ダイヤ改正により、以下のように変更。
  1. 「あやめ」1号を成田行きに変更し、土曜・休日運休とする。
  2. 成田線経由東京発銚子行きの下り列車を1本増発（東京駅 - 佐倉駅間は「しおさい」15号と併結）。
  3. 「あやめ」全列車をE257系500番台の運行とし、全車禁煙化。
- 2007年（平成19年）3月18日：ダイヤ改正により、以下のように変更。
  1. 「あやめ」1号の停車駅に四街道駅を追加。
  2. 「あやめ」3号を鹿島神宮行きに変更。
- 2009年（平成21年）3月14日：ダイヤ改正により、以下のように変更。
  1. 「あやめ」1号の運行区間を東京駅 - 佐倉駅間に短縮して「しおさい」に編入。
  2. 「あやめ」5号（旧7号）を5両編成に減車。
- 2010年（平成22年）
  - 3月13日：ダイヤ改正により「あやめ」3号の東京発時刻を繰り下げ、「しおさい」17号との連結順序を逆転（「あやめ」は1 - 5号車となる）。
  - 12月4日：ダイヤ改正により東京発22時の「あやめ」5号を廃止し、代替として21時台終わりに通勤快速を増発。また、「しおさい」17号が平日のみの運行となり、土曜・休日の「あやめ」3号が単独運行となる。
- 2014年（平成26年）1月1日：特急あやめの車内販売を廃止。前日の「あやめ」2号が最終営業。
- 2015年（平成27年）3月14日：ダイヤ改正により、特急「あやめ」の運行を廃止[1]。また、以下のように変更。
  1. 定期券用月間料金券（区間変更）：2015年2月14日まで発売分「東京・新宿 ⇔ 佐倉～八日市場・佐原」→ 2015年2月15日以降発売分「東京・新宿 ⇔ 佐倉～八日市場」[16]。
  2. 定期券用月間料金券（発売終了：2015年2月14日発売終了・2015年3月13日利用終了）：千葉 ⇔ 横芝・滑河[16]。
  3. 房総料金回数券（指定席用・自由席用）区間短縮[16]。滑河・佐原を発着とする設定があったが当該区間の特急列車「あやめ」が廃止されたため。